# Америчко библиотекарско удружење
Америчко библиотекарско удружење (АLА) (енгл. American Library Association) је непрофитна организација са седиштем у Сједињеним Државама која промовише библиотеке и библиотечко образовање на међународном нивоу. То је најстарије и највеће библиотечко удружење на свету, са више од 57.000 чланова.

## Историјат
Септембра 1853. године одржана је конференција у граду Њујорку са намером оснивања сталне организације. Конференцији је присуствовало 80 особа. Као председник изабран је Чарлс К. Џует. Одбор од петоро чланова био је задужен да организује други састанак 1854. године. Нажалост, тај састанак никад није одржан.
Током стогодишње изложбе у Филаделфији 1876. 103 библиотекара, 90 мушкараца и 13 жена, одазвали су се на позив Конференције Библиотекара која је одржана од 4. до 6. октобра у историјском граду Пенсилваније. На крају састанка регистар је прослеђен свима онима који су хтели да постану део одбора, чинећи 6. октобар 1876. године дан оснивања Америчког библиотекарског удружења.
Када је основано Америчко библиотекарско удружење 1876. године, било је то време значајних промена за друштво и библиотеке. Нова технологија је веома брзо представљена друштву, као и самим библиотекама. Чак 138 година касније и са напредном технологијом, мисија библиотеке је остала иста: Да обезбеди вођство за напредовање, промоцију, побољшање библиотекчких и информационих услуга и професије библиотекара у циљу побољшања учења, као и да обезбеди доступност информације свима.

## Одељења организације
Америчко библиотекарско удружење у својој структури садржи једанаест дивизија или одељења, свака са специјалним типом библиотеке или са специјалном функцијом библиотеке. Одељења објављују разне новине, књиге, као и друге магазине, омогућујући стално образовање кроз разне облике и публикације. Такође нуде стипендије и награде, спонзоришу институте и конференције, одржавају мрежу и колаборативне везе. Свако одељење има велику одговорност која је развијена од странe чланoва дивизије и одобрена од Савета АLЕ. Да би неко постао члан дивизије прво је морао да буде члан АLЕ. Већина чланова припада једној или више дивизија.

## Чланство
Због напредовања у областима програмирања и великог фокуса на адвокатуру, професионално развијање комбиновано са занимљивим онлајн курсевима и члановима заједнице, АLА преставља једно веома богато место  за образовање. Чланови АLЕ су укључени у радове везане за њихове каријере и библиотеке. Чланство у Америчком библиотекарском удружењу повезује све заинтересоване са посвећеним библиотечким стучњацима. Постоји неколико врста чланова, као што су персонални чланови,  чланови одељења, коорпоративни чланови и студентски чланови. Бити члан ове организације нуди много предности, као што су повећање способности у служењу заједнице, у упознавању и конектовању са стручњацима и свих области библиотечког посла, развијању вештина вође, откривање нових техологија и иновација, јачање библиотека и професије, као и учествовање и последњим трендовима и проблемима и још много тога.

## Публикације
Америчко библиотекарско удружење представља једну од првих опција за последња издања књига која садрже најсавременије информације и периодичне публикације за библиотеке, као и динамичне постере. АLА има широки репертоар за промоцију и даље образовање и професионално развијање, укључујући изворе које користе библиотечки стручњаци из АLЕ и који се широм света у хиљаде библиотека користе. Такође објављује разне постере, разгледнице и промовише библиотекаре и литературу. АLА објављује доста новина, часописа. Један од часописа је и Америчке библиотеке који се објављује шест пута годишње и који представља најновија дешавања везана за Америчко удружење библиотека.